# Хакоме Кромбергер
Хакоме Кромбергер (ісп. Jácome Cromberger; c. 1525, Севілья — c. 1560, Америка) — іспанський друкар, син Хуана Кромбергера та онук Якоба Кромбергера (також відомого як Хакобо Кромбергер).
Коли його батько, видатний друкар Хуан Кромбергер, помер у 1540 році, його вдова Брігіда Мальдонадо взяла на себе керівництво друкарнею, поки її син Хакоме не виріс, щоб нею керувати. У 1545 році Хакоме став типографом і продовжив сімейний бізнес.
Хакоме одружується з Інес де Альфаро, донькою відомого друкаря Хуана Варели де Саламанка (c. 1476 – c. 1555). Цей шлюб об’єднав дві головні севільські друкарні. 
Проте Великий інквізитор Фернандо де Вальдес помістить багато книг, надрукованих Кромбергерами, до Індексу заборонених книг, і з цієї та інших причин Хакоме, обтяжений боргами, в 1557 році закриває друкарню та виїжджає до Америки, де незабаром помре.